# Luxorius (Dichter)
Luxorius (oder Luxurius) war ein spätantiker lateinischer Dichter des 6. Jahrhunderts, der zur Zeit der Vandalenherrschaft unter der Regierung Hilderichs und Gelimers als angesehener Grammatiker in Nordafrika, wahrscheinlich in Karthago, lebte.
Von Luxorius, der dem Senatorenstand angehörte und den Rang eines vir spectabilis innehatte, sind vor allem 89 Epigramme vorwiegend derb erotischen Inhalts erhalten, die im letzten Buch der Anthologia Latina überliefert werden. Daneben hat er einen ebenfalls in der Anthologia Latina überlieferten Vergilcento geschrieben. In seinen Epigrammen bedient er sich zahlreicher traditioneller Versmaße, die er jedoch nach Ansicht späterer Philologen oft nicht meisterhaft handhabt. Auffallend sind etwa Fehler bei der Verwendung langer und kurzer Silben. Ungeklärt ist, ob dies auf die örtliche Aussprache des Lateinischen seiner Zeit zurückzuführen ist, oder ob er Latein nicht als Muttersprache beherrschte. Die früher verbreitete Annahme, er sei Vandale gewesen, wird heute jedoch überwiegend für unwahrscheinlich gehalten. Nach Gorippus, dem er als Künstler deutlich unterlegen war, und neben Fulgentius und Arator gilt Luxorius dennoch als einer der wichtigsten lateinischen Dichter der ausgehenden Spätantike, dessen Werk trotz seiner Mängel die Fortexistenz antiker Dichtungstradition bis ins 6. Jahrhundert belegt.
Einen Dichter namens Lisorius setzte Heinz Happ mit Luxorius gleich.